# Raics István
Raics István László (Baja, 1912. május 25. – Budapest, 1986. október 3.) magyar költő, műfordító, író, zenekritikus, zongoraművész.

## Életpályája
Szülei: Raics István és Novoth Mária voltak. Zongorázni és komponálni magánúton tanult. 1939-től publicistaként, kritikusként, zeneíróként dolgozott. 1940-1946 között az Esti Kis Újság zenei recenzense volt, de közben a Kelet Népe című folyóiratban is vállalt szerkesztőségi munkát. 1942-ben az Antifasiszta Történelmi Emlékbizottság tagja lett. 1944 őszétől részt vett az illegális kommunista mozgalomban. 
1946-ban a Magyar Filmgyártó vállalat dramaturg-igazgatójává nevezték ki. 
Az 1930-as évek végétől ifjúságnevelő munkát végzett. Az Éneklő ifjúság című folyóirat munkatársa és a Kis Filharmónia ifjúsági hangversenyek szervezője és közreműködője volt. 1939-től haláláig állandó külső munkatársa volt a Magyar Rádiónak. 1960-1961 között a Magyar Zene című folyóiratot szerkesztette, később 1970-ig a Magyar Televízió Zenei Figyelőjének kritikusa volt. 1963-tól a Muzsika című folyóirat állandó munkatársa lett. 1970-től a Kóta című folyóirat szerkesztőbizottságának tagjaként, 1977-től pedig a Népszava zenei recenzenseként is dolgozott.
Fordítóként sok-sok operaszövegkönyvet ültetett át magyar nyelvre.

## Művei
- Paul Verlaine verseiből. Raics István fordításában; Turcsány Ny., Bp., 1939
- Kék selyem a lobogónk. Daloskönyv; összeáll. Raics István; Országos Úttörő Vezetőség, Bp., 1948 (Úttörő kiskönyvtár)
- Szabó Ferenc - Raics István: Rákosi a jelszónk
- Raics István (fordító): Munkás gyászinduló
- Knyipper–Guszjev–Raics István: Poljuska
- Kadosa Pál – Raics István: Májusköszöntő
- Kodály Zoltán – Raics István: Úttörőinduló
- Raics István – Szuk Mátyás: Isaszegi induló

## Díjai
- József Attila-díj (1952)
- SZOT-díj (1982)